# Баутіста Сааведра (провінція)
Баутіста Сааведра — одна з двадцяти провінцій болівійського департаменту Ла-Пас, розташована у його північно-західній частині. Була заснована 17 листопада 1948 року та названа на честь колишнього президента Баутісти Сааведри (1870—1939). Столиця провінції — місто Чарасані.
Регіон відомий завдяки культурі Кальявайя, чиї медичні надбання проголошено шедевром нематеріальної та усної спадщини людства ЮНЕСКО 7 листопада 2003 року.

## Географія
Провінція розташовується між 14° 45' та 15° 20' південної широти й між 68° 18' та 69° 12' західної довготи.
Провінція розташована на болівійському високогір'ї на північному сході від озера Тітікака та межує з провінціями Франс Тамайо на північному сході та північному заході, Еліодоро Камачо на південному заході, Муньєкас та Ларекаха на південному сході, а також із Перу на заході. Частково у провінції розміщується національний парк Мадіді.
Гірський масив Аполобамба перетинає провінцію. Деякі з найвищих гір провінції перераховані нижче:
- Kunturini
- K'usilluni
- Qutañani
- Supay Punku
- Ulla Qhaya
- Wila Kunka

## Населення
Станом на 2010 рік населення провінції становило 12 851 чоловік
41.3 % жителів молодші за 15 років (1992).
46.6 % спілкуються іспанською, 89.3 % — мовою кечуа, і 36.1 % — мовою аймара (2001).
94.3 % жителів не мають доступу до електрики, 93.3 % не мають належних санітарних умов (1992).
89.1 % населення сповідують католицизм, 5.7 % є протестантами (1992).

## Поділ
Провінція складається з двох муніципалітетів:
- Генерал Хуан Хосе Перес — 9 841 жителів (2005)
- Курва — 2 596 жителів (2005)